# Хижина дяди Тома (фильм, 1965)
«Хижина дяди Тома» (нем. Onkel Toms Hütte) — франко-итало-немецкий фильм, экранизация романа американской писательницы Гарриет Бичер-Стоу «Хижина дяди Тома», написанного когда борьба против рабства стала в центре общественного внимания.
Фильм был представлен в конкурсной программе IV Московского международного кинофестиваля.

## Сюжет
Европейская киноадаптация романа Гарриет Бичер-Стоу, рассказывающего драматическую историю чёрнокожей семьи, разлученной рабовладельцем на юге США перед Гражданской войной.

## В ролях
- Джон Кицмиллер — дядя Том
- Герберт Лом — Саймон Легре
- Отто Вильгельм Фишер — Сен-Клер
- Милен Демонжо — Гарриет
- Вильма Дегишер — госпожа Шелби
- Клаудио Гора